# En la ciudad blanca
En la ciudad blanca (Dans la ville blanche, en el original) es una coproducción suizo-portuguesa-británica de 1983 dirigida por Alain Tanner. Participó en el XXXIII Festival Internacional de Cine de Berlín.

## Argumento
Al desembarcar en Lisboa, un marinero suizo decide rentar una habitación sin otro deseo que el de descansar y olvidarse de todo el ruidoso cuarto de máquinas y de esa "fábrica flotante de gente loca". Comienza a escribir cartas a su amada en Suiza, en las que le describe la blancura de la ciudad, la soledad y el silencio. Le envía su amor y su vacío emocional; ella responde con amor, pero también con una sensación de confusión. Él comienza a filmar la ciudad con su cámara de 8 mm, y le envía el material. Luego conoce a Rosa, una camarera de ese hotel, y pronto inicia una relación con ella. Continúa enviándole a su amada en Suiza cartas e imágenes. Ella se siente lastimada, enojada, y decide responder con un ultimátum.

## Reparto
- Bruno Ganz: Paul
- Teresa Madruga: Rosa
- Julia Vonderlinn: Elisa, la mujer suiza
- José Carvalho: el administrador de la pensión
- Francisco Baião: el ladrón del cuchillo
- Victor Costa: el barman
- Lídia Franco: la chica del bar
- José Wallenstein: el otro ladrón
- Pedro Efe: el amigo del bar
- Cecília Guimarães: la dama del tren
- Joana Vicente: la joven del tren
- Paulo Branco: el hombre en la estación (no aparece en los créditos)[4]